# Congosorex
Congosorex (Heim de Balsac & Lamotte, 1956) è un genere di toporagni della famiglia dei Soricidi.

## Descrizione

### Dimensioni
Al genere Congosorex appartengono toporagni di piccole dimensioni, con lunghezza della testa e del corpo tra 53 e 95 mm, la lunghezza della coda tra 19 e 40 mm e un peso fino a 12 g.

### Caratteristiche craniche e dentarie
Il cranio presenta una scatola cranica larga ed un rostro relativamente corto e due fori vascolari sulla parte superiore tra le orbite. Il terzo molare superiore è grande, mentre sono presenti tre denti superiori unicuspidati.
Sono caratterizzati dalla seguente formula dentaria:

### Aspetto
La pelliccia è corta e densa. La testa è relativamente grande, il muso è lungo ed appuntito, con gli occhi molto piccoli. Le orecchie sono ridotte e parzialmente nascoste nella pelliccia. Il dorso delle zampe è ricoperto di scaglie. La coda è più corta della metà della testa e del corpo ed è praticamente priva di peluria. L'estremità del pene è appuntita.

## Distribuzione
Il genere è diffuso nell'Africa centrale.

## Tassonomia
Il genere comprende 3 specie.
- Congosorex polli
- Congosorex phillipsorum
- Congosorex verheyeni